# Paul Kovacs
Paul Kovacs (* 22. Oktober 1990) ist ein ehemaliger  australischer Skilangläufer.

## Werdegang
Kovacs nahm von 2007 bis 2018 vorwiegend am Australia/New Zealand Cup teil. Dabei errang er 2014 und 2017 den dritten Platz in der Gesamtwertung. Sein erstes von insgesamt 18Weltcuprennen lief er im Dezember 2012 in Canmore, welches er mit dem 70. Platz im Sprint beendete. Bei den Nordischen Skiweltmeisterschaften 2013 im Val di Fiemme belegte er den 112. Platz über 15 km Freistil. Im Dezember 2013 kam er bei der Winter-Universiade in Lago di Tesero auf den 73. Platz über 10 km Freistil, auf den 56. Rang im 30-km-Massenstartrennen und auf den 15. Platz mit der Staffel. Bei den Nordischen Skiweltmeisterschaften 2015 in Falun lief er auf den 85. Platz über 15 km Freistil, auf den 82. Rang im Sprint und auf den 23. Platz zusammen mit Phillip Bellingham im Teamsprint. Im Februar 2017 erreichte er in Pyeongchang mit dem 45. Platz im Sprint seine beste Einzelplatzierung im Weltcup. Bei den nordischen Skiweltmeisterschaften 2017 in Lahti  belegte er den 86. Platz im Sprint, den 62. Rang über 15 km klassisch und auf den 19. Platz zusammen mit Phillip Bellingham im Teamsprint.